# مارتین زویددوگ
مارتین زویددوگ (انگلیسی: Martijn Zuijdweg؛ زادهٔ ۱۶ نوامبر ۱۹۷۶) ورزشکار ورزش شنا اهل پادشاهی هلند است.
وی در مسابقات کشوری و بین‌المللی در مجموع برندهٔ ۱ مدال طلا، ۲ مدال نقره، ۳ مدال برنز شده‌است.